# Aéroport Montpellier Méditerranée
Luchthaven Montpellier Méditerranée (Frans: Aéroport Montpellier Méditerranée), ook wel luchthaven Fréjorgues genoemd, is een luchthaven in de gemeente Mauguio, 7 km zuidwest van Montpellier. Het is de 9de luchthaven van Frankrijk. Er zijn drie vaste luchtvaartmaatschappijen die het hele jaar vliegen en een aantal charters.

## Geschiedenis
- 1938 Het eerste vliegtuig landt op Fréjorgues
- 1946 De eerste passagiersterminal wordt geopend
- 1974 De kamer van koophandel en industrie van Montpellier (CCIM) krijgt een vergunning voor 30 jaar om de luchthaven uit te baten
- 1990 De passagiersaantallen stijgen tot boven een miljoen, een nieuwe terminal van 1,4 hectare wordt geopend en er komen 5 vliegtuigslurfen
- 1994 Fréjorgues Airport wordt Montpellier Méditerranée Airport
- 1998 De luchthaven verwerkt meer dan 1,5 miljoen passagiers
- 2000 9de Franse luchthaven en 1,75 miljoen passagiers (18% stijging ten opzichte van 1996)
- 2001 Het aantal passagiers vermindert, onder meer door de opening van de TGV Méditerranée en het vertrek van Air Liberté
- 2002 Opening voor Low cost-luchtvaartmaatschappijen
- 2004 Opheffing van de luchtvaartmaatschappij Air Littoral waardoor 14 vliegroutes sluiten
- 2009 De luchthaven verandert van rechtsvorm en wordt Société Anonyme Aéroport Montpellier Méditerranée, een naamloze vennootschap met diverse overheden als aandeelhouders